# Las Vegas (New Mexico)
Las Vegas er en amerikansk by og administrativt centrum i det amerikanske county San Miguel County, i staten New Mexico. I 2000 havde byen et indbyggertal på 14.565.

## Personer fra Las Vegas
- Wally Funk - amerikansk pilot og Goodwill Ambassador

## Ekstern henvisning
- Las Vegas hjemmeside (engelsk)

35°35′49″N 105°13′21″V / 35.59694°N 105.22250°V